# Баји ан Ривјер
Баји ан Ривјер (фр. Bailly-en-Rivière) насеље је и општина у северној Француској у региону Горња Нормандија, у департману Приморска Сена која припада префектури Дјеп.
По подацима из 2011. године у општини је живело 544 становника, а густина насељености је износила 27,12 становника/km². Општина се простире на површини од 20,06 km². Налази се на средњој надморској висини од 76 метара (максималној 177 m, а минималној 62 m).

## Демографија
| 1962. | 1968. | 1975. | 1982. | 1990. | 1999. | 2011. |
| ----- | ----- | ----- | ----- | ----- | ----- | ----- |
| 524   | 534   | 521   | 524   | 505   | 498   | 544   |

График промене броја становника у току последњих година